# Häradsreformen i Finland
Häradsreformen var en reform som ändrade Finlands häradsindelning 1996. De tidigare länsmansdistrikten, de fristående organisationsdistrikten inom de gamla städerna (städer som fått stadsrättigheter före 1960) samt de gamla häradena ersattes då av 90 nya härader – antalet minskade till 89 i och med att Orimattila härad delades mellan Mellersta Nylands, Borgå och Lahtis härader 2009.
Häradena var distrikt för polis-, åklagar- och utsökningsväsendet samt registerförvaltningen. Häradsämbeten fanns i 77 härader. Ämbetet bestod av en polisinrättning, en utsökningsavdelning, en åklagaravdelning och en magistrat. Häradsämbetet var allmän förvaltningsmyndighet på lokal nivå. I tretton härader fanns fristående ämbetsverk för polis-, åklagar- och utsökningsväsendet.
Som en följd av fortsatta reformer avskaffades häradsämbetena 2008, men områdena för de funktioner som tidigare sköttes av häradsämbetena definieras fortfarande i termer av härader.